# A betolakodó (telenovella)
A betolakodó (eredeti cím: La intrusa) 2001-es mexikói telenovella, amelyet Inés Rodena alkotott. A főbb szerepekben Gabriela Spanic, Arturo Peniche, Laura Zapata, Chantal Andere és Dominika Paleta. 
Mexikóban a Canal de las Estrellas 2001. április 16-án, Magyarországon a TV2 2003. december 5-én mutatta be.

## Történet
A kedves és gyönyörű Virginia Martínez nevelőnőként dolgozik Rodrigo Junquera házánál. A családfőnek hat gyermeke van: Junior, Carlos Alberto, Raquel, Violeta, Aldo és Memo. Szoros kapcsolat alakul ki Carlos Alberto és Virginia között, ám a fiatalember csak játszik a lánnyal, csúnyán kihasználja.
Hamarosan kiderül, hogy Rodrigo halálos betegségben szenved. Nem elég, hogy elpazarolta vagyonát, úgy véli, a gyermekei sem elég érettek ahhoz, hogy megálljanak a saját lábukon. Ezért elhatározza: feleségül kéri Virginiát, hogy halála után legyen, aki gondoskodik a családjáról. Mindezt gyanakvással figyeli Sagrario, a házvezetőnő. Az asszony a Junquera családnak szentelte egész életét, mindig biztos támaszt nyújtott Rodrigónak, közös titkot is őriznek.
Alirio Roldán, Rodrigo egykori üzlettársa őrülten féltékeny a férfi sikereire, ezért szívből gyűlöli a Junquera családot. A gyűlölet ébren tartásában segítségére van anyagias felesége, Maximiliana, aki még saját gyermekeit is képes felhasználni céljai eléréséhez. Alirio ellenzi lánya, Anabella és Carlos Alberto Junquera eljegyzését, de tehetetlen a makacs és önfejű lánnyal szemben.
Maximiliana és Alirio legidősebb fia, Danilo Roldán aljas és behízelgő fiatalember, a megtévesztés mestere. Amióta először találkozott Virginiával, mindent elkövet, hogy a kegyeibe férkőzzön.
Apjuk halála után a Junquera gyerekek egyre inkább szembekerülnek egymással. Semmibe veszik Virginiát, aki megpróbálja teljesíteni Rodrigónak tett ígéretét, ám minden alkalommal falba ütközik. A legidősebb Junquera fiú, a nőcsábász Junior kétes üzletekbe keveredik, és pénzt akar kicsalni Virginiától. Carlos Alberto vegyes érzelmekkel viseltetik a lány iránt, egyszer szereti, máskor gyűlöli. A léha Raquel viszont ki nem állhatja Virginiát. Violeta és Aldo mindketten a tinédzserek külön világát élik, ám a legkisebb fiú, Memo rajong mostohaanyjáért.
Amikor Virginia értesül Carlos Alberto és Anabella kapcsolatáról, a fájdalom elől Danilo karjába menekül. Carlos Alberto azonban idővel rájön, hogy számára csak egy nő létezik, az pedig Virginia.

## Szereplők
| Szerep                                       | Színész                 | Magyar hang        |
| -------------------------------------------- | ----------------------- | ------------------ |
| Virginia Martínez Roldán                     | Gabriela Spanic         | Orosz Anna         |
| Vanessa Martínez Roldán de Junquera          | Gabriela Spanic         | Orosz Anna         |
| Carlos Alberto Junquera Brito                | Arturo Peniche          | Haás Vander Péter  |
| Maximiliana Limantour Bracho de Roldán       | Laura Zapata            | Andresz Kati       |
| Anabella Roldán Limantour                    | Dominika Paleta         | Németh Borbála     |
| Violeta Junquera Brito                       | Karla Álvarez           | Timkó Eszter       |
| Raquel Junquera Brito                        | Chantal Andere          | Román Judit        |
| Danilo Roldán Limantour                      | Sergio Sendel           | Dózsa Zoltán       |
| Rodrigo "Junior" Junquera Brito              | Guillermo García Cantú  | Fazekas István     |
| Rodrigo "Junior" Junquera Brito              | Guillermo García Cantú  | Németh Gábor       |
| Elena Roldán de Martínez                     | Silvia Manríquez        | Árkosi Kati        |
| Aldo Junquera Brito                          | José María Torre        | Minárovits Péter   |
| Aldo Junquera Brito                          | José María Torre        | Molnár Levente     |
| María de la Cruz "Maricruz" Roldán Limantour | Sherlyn                 | Simonyi Piroska    |
| Guadalupe "Lupita" Rojas                     | Marlene Favela          | Oláh Orsolya       |
| Alirio de Jesús Roldán                       | Claudio Báez            | Várkonyi András    |
| Rosalía Bracho vda. de Limantour             | Queta Lavat             | Tóth Judit         |
| Tania Rivadeneyra Elías                      | Yessica Salazar         | Pap Kati           |
| Santiago Islas                               | Marco Uriel             | Kapácsy Miklós     |
| Juvencio Menchaca                            | Alejandro Ruiz          | F. Nagy Zoltán     |
| Zayda Jiménez                                | Diana Golden            | Farkas Zita        |
| Arnulfo Castillo                             | Roberto Miranda         | Botár Endre        |
| Guillermo "Memo" Junquera Brito              | Sergio Villicana        | Baráth István      |
| Sagrario Vargas                              | Silvia Derbez           | Bókai Mária        |
| Sagrario Vargas                              | Bárbara Gil             | Bókai Mária        |
| Joaquín Velarde                              | Claudio Rojo            | Rosta Sándor       |
| Renata de Velarde                            | Patricia Reyes Spíndola | Molnár Zsuzsa      |
| Rodrigo Junquera                             | Enrique Lizalde         | Papp János         |
| Rodrigo Junquera                             | Carlos Cámara           | Papp János         |
| Edith                                        | Esther Rinaldi          | Mezei Kitty        |
| Edith                                        | Esther Rinaldi          | Szabó Gertrúd      |
| Johnny                                       | Jan                     | Seder Gábor        |
| Raymundo                                     | Jorge de Silva          | Vári Attila        |
| Araceli Menchaca                             | Sharis Cid              | Zsigmond Tamara    |
| David                                        | Alan Ledesma            | Bodrogi Attila     |
| Laura Elías de Rivadeneyra                   | Irma Lozano             | Bessenyei Emma     |
| Balbina                                      | Sara Montes             | Fabó Györgyi       |
| Dr. Gerardo Báez                             | Rubén Morales           | Uri István         |
| Víctor Rivadeneyra                           | Gustavo Rojo            | Szokolay Ottó      |
| Dr. Eduardo del Bosque                       | Víctor Noriega          | Sótonyi Gábor      |
| Silvana Palacios                             | Mónica Dossetti         | Spilák Klára       |
| Silvana Palacios                             | Mónica Dossetti         | Mics Ildikó        |
| Dr. Esteban Fernández                        | Juan Pablo Gamboa       | Barát Attila       |
| Villalobos                                   | Amparo Garrido          | Bessenyei Emma     |
| Villalobos                                   | Rosita Bouchot          | Bessenyei Emma     |
| Casilda                                      | Gabriela Carvajal       | Csampisz Ildikó    |
| Celestino Robles                             | Less Bohr               | Wohlmuth István    |
| Juan Carlos Calderón ügyvéd                  | Antonio Miguel          | Dobránszky Zoltán  |
| Samuel Torres felügyelő                      | Eduardo Liñán           | Orosz István       |
| Barreto                                      | Héctor Álvarez          | Csuha Lajos        |
| Elizabeth Guzmán                             | Patricia Villasaña      | Ősi Ildikó         |
| Pastor                                       | Alberto Díaz            | Sárközi József     |
| Dr. Alfonzo Gonzaga                          | Guillermo Aguilar       | Szokolay Ottó      |
| Humberto Nava                                | Uberto Bondoni          | Láng Balázs        |
| Tita                                         | Paola Cano              | Bogdányi Titanilla |
| Evelia                                       | Silvia Caos             | Kassai Ilona       |
| Dr. Palafox                                  | César Castro            | Varga Tamás        |
| Dr. Adrián Colmenares                        | Lorenzo de Rodas        | Uri István         |
| Melitón                                      | Esteban Franco          | Gardi Tamás        |
| Filemón                                      | Eduardo Lugo            | Rudas István       |
| Palacios ügyvéd                              | Alberto Inzúa           | Gruber Hugó        |
| Dr. José "Pepe" Cartaya                      | Julio Monterde          | Versényi László    |
| Raniegos                                     | Beatriz Monroy          | Törtei Tünde       |
| Leyda                                        | Elsa Navarrete          | Roatis Andrea      |
| Norma del Bosque                             | Martha Roth             | Menszátor Magdolna |
| Chema atya                                   | Carlos Torres           | Szatmári Attila    |
| Federico                                     | Óscar Valleyo           | Hegedűs Miklós     |
| Matías Nava                                  | Ricardo Vera            | Lázár Sándor       |
| Adelaida                                     | Maricarmen Vela         | Illyés Mari        |
| Zenaida                                      | María Prado             | Némedi Mari        |
| Torres asszisztense                          | Gabriel Roustand        | Péter Richárd      |

### Magyar változat
- Főcím, szövegek, stáblista felolvasása: Tóth G. Zoltán, Bozai József
- Magyar szöveg: Ottlik Gabriella, Miczki Tamara, Bada Györgyi, Erdélyi Gergő
- Hangmérnök: Takács György, Bauer Zoltán
- Vágó: Bartók Klára, Pilipár Éva
- Gyártásvezető: Németh Piroska
- Szinkronrendező: Kertész Andrea
- Szinkronstúdió: TV Szinkron Kft., Masterfilm Digital Kft.
- Megrendelő: TV2

## Érdekességek
- A sorozat nagyon hasonlít a Paula és Paulina című telenovellára, amelynek szintén Gabriela Spanic a főszereplője.
- A történet szerint Memito megszökik otthonról, és a Roldán-gyárba megy, hogy megkeresse Don Rodrigót. A gyárban tűz keletkezik, miközben a gyerek is ott tartózkodik. Virginia Memito segítségére siet, és megpróbálja kimenteni a lángok közül. Ezen jelenet forgatása közben Gabriela Spanic súlyos sérülést szenvedett. Másodfokú égési sérülések keletkeztek a színésznő derekán, aki a jelenet felvételekor nem akart dublőrt alkalmazni.[2][3][4]
- A jelenetet, amelyben Elena késsel támad Virginiára hajnalban filmezték. A nagyobb hatás elérésének érdekében az alkotók egy speciális trükk segítségével esőt produkáltak, hogy még intenzívebbé tegyék a történteket.[2]
- Két színész is távozott a sorozatból, szerepüket mások vették át. A Don Rodrigót alakító Enrique Lizalde helyett Carlos Cámara ugrott be, Sagrario szerepét pedig Bárbara Gil vette át Silvia Derbeztől. Silvia Derbez betegsége miatt volt kénytelen átadni szerepét, a színésznő nem sokkal A betolakodó befejezése után elhunyt. Bárbara Gil pedig 2015-ben hunyt el szívrohamban.
- Gabriela Spanic, Arturo Peniche, Chantal Andere, Dominika Paleta, Laura Zapata, Enrique Lizalde és Juan Pablo Gamboa már játszottak korábban együtt a Paula és Paulina című sorozatban is.
- Enrique Lizalde és Laura Zapata korábban már játszott együtt az Esmeralda című sorozatban is.
- Enrique Lizalde 2013. június 3-án 76 éves korában, májrákban elhunyt. Ugyanebben az évben, október 21-én 69 éves korában elhunyt Irma Lozano is szintén rákban, november 15-én pedig a telenovella másik népszerű színésze, a halálakor 41 éves Karla Álvarez hunyt el. A színésznő 2012 óta alkoholproblémákkal és anorexiával küzdött, ezek hatására éjszaka légzéskimaradásban hunyt el.[5]

## Forgatási helyszínek
A telenovella egyes jeleneteit a következő helyszíneken rögzítették:
- Mexikóváros: Itt rögzítették a sorozat legtöbb jelenetét.
- Veracruz: Vanessa kezdetben Veracruzban él, így több olyan jelenet is szerepel a sorozatban, melyben a szereplő a tengerparton sétál, vagy éppen hajózik.
- Tane Orfebres (Mexikóváros) A Tane Orfebres egy ékszerüzletlánc Mexikóban, melynek több városban is van üzlete. Az egyik mexikóvárosi üzletben rögzítették Carlos Alberto azon jeleneteit, melyekben Alirio Roldán kérésére Veracruzba utazik, hogy az ottani üzlettel foglalkozzon.
- Néhány jelenet New Yorkban játszódik. Az amerikai nagyvárosba azonban csak néhány technikai munkatárs utazott el, akik aztán rögzítették a szükséges helyszíneket. A tévétársaság túl költségesnek találta a színészek utaztatását, így a szereplők jeleneteit csak utólag illesztették rá a New York-i helyszínekre.

## Nézettség Magyarországon
A betolakodó egyike volt azon utolsó telenovelláknak, melyek délutáni műsorsávban 1 millió néző feletti eredményt produkáltak, és sikerrel futottak kereskedelmi csatornán.
A Tv2-n a 17:30-as műsorsávban kezdetben a Katalin bírónő című jogi showt sugározták, ám a műsort rendre sokkal kevesebben választották mint az RTL Klubon futó Mónika show-t. Ekkor döntött úgy a TV2, hogy a magas nézettséget produkoló telenovellát teszi a Katalin bírónő helyére.
A betolakodó a 17:30-as műsorsávban is megállta a helyét, a teljes lakosság körében rendszerint többen nézték, mint a Mónika show-t. A Tv2 a telenovella nézettségének köszönhetően az esti hírműsorok versenyét is megnyerte, hiszen többen választották A betolakodó után kezdődő Tényeket, mint az RTL Klub Híradóját.

## Előző változatok
A betolakodó a Valentina című 1975-ös venezuelai sorozaton alapul, amit Ines Rodena írt.  A második változat az 1988-ban készült Alma mía című venezuelai telenovella, melynek főszereplői Nohely Arteaga és Carlos Montilla. A 220 részes sorozat alapját Mariana Luján írta.
Az Alma mía első remake-je, és egyben A betolakodót megelőző változat a 2000-ben készült venezuelai Cuando hay pasión. A Végzetes szerelem címen Magyarországon is bemutatott telenovella főszereplői Fedra López és Jorge Reyes.